# Sonate K. 387
La sonate K. 387 (F.333/L.175) en fa mineur est une œuvre pour clavier du compositeur italien Domenico Scarlatti.

## Présentation
La sonate en fa mineur, K. 387, notée d'un inhabituel Veloce è fugato, est en paire avec la sonate précédente de même tonalité. Cette sonate, battue à 
, est particulièrement sonore, avec son motif initial parcourant tout le clavier. Dans la conclusion de chaque partie, des octaves parallèles accentuent encore la sonorité.

## Manuscrits

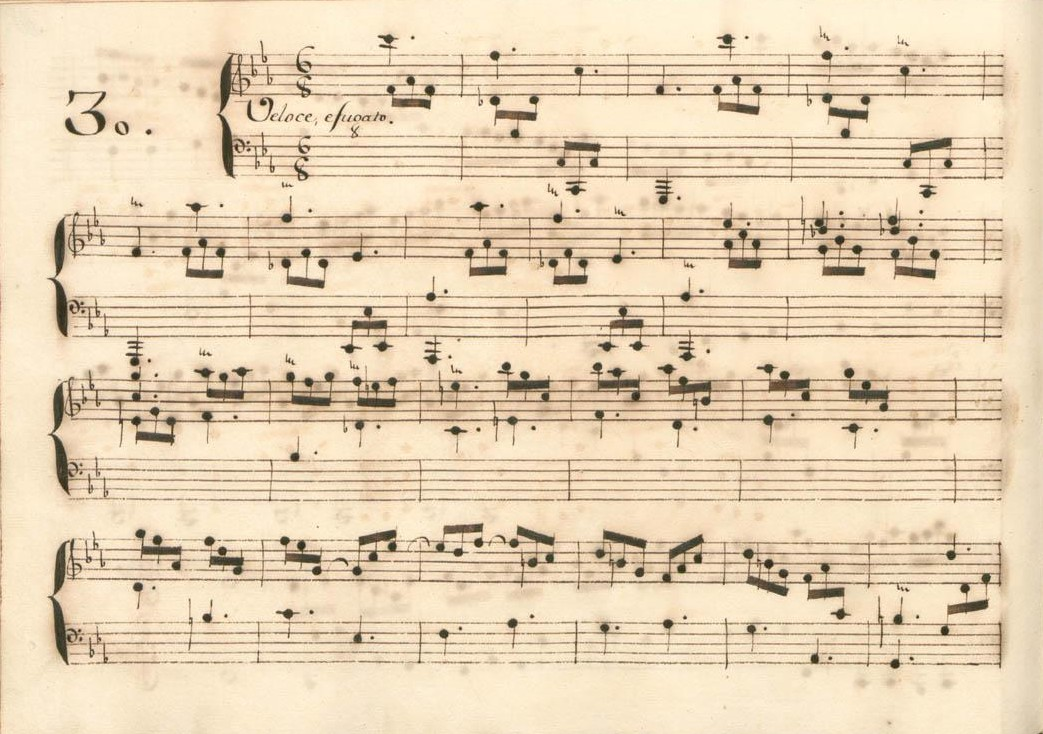
Début de la sonate, extraite du volume X du manuscrit de Parme.

Le manuscrit principal est le numéro 30 du volume VIII (Ms. 9779) de Venise (1754), copié pour Maria Barbara ; les autres sont Parme X 30 (Ms. A. G. 31415) et Münster IV 68 (Sant Hs 3967). Une copie figure à Cambridge, manuscrit Fitzwilliam (1772), ms. 32 F 12 (no 18).

## Interprètes
La sonate K. 387 est défendue au piano par Mikhaïl Pletnev (1994, Virgin), Gianluca Cascioli (1997, DG), Gerda Struhal (2007, Naxos, vol. 12) et Carlo Grante (2013, Music & Arts, vol. 4) ; au clavecin, elle est enregistrée par Scott Ross (Erato, 1985), Richard Lester (2003, Nimbus), Colin Tilney (2011, Music & Arts) et Pieter-Jan Belder (2014, Brilliant Classics, vol. 9).

## Sources
: document utilisé comme source pour la rédaction de cet article.
- Ralph Kirkpatrick (trad. de l'anglais par Dennis Collins), Domenico Scarlatti, Paris, Lattès, coll. « Musique et Musiciens », 1982 (1re éd. 1953 (en)), 493 p. (ISBN 978-2-7096-0118-4, OCLC 954954205, BNF 34689181).
- Alain de Chambure, « Domenico Scarlatti : Intégrale des sonates — Scott Ross », p. 216, Erato (2564-62092-2), 1985 (OCLC 891183737) .